# Akeron MP
Akeron MP (Akeron Moyenne Portée) ( wcześniej znany jako MMP (fr. Missile Moyenne Portée, pocisk średniego zasięgu), francuski przenośny wielozadaniowy pocisk piątej generacji, zastępujący francusko-niemieckiego Milana i amerykańskiego FGM-148 Javelin. Został opracowany i jest produkowany przez koncern MBDA. 

## Konstrukcja
Akeron to pocisk rakietowy z możliwością wyboru trybów; przeciwpancernego, przeciwinfrastrukturalnego i przeciwpiechotnego, wyposażony w funkcję odpal i zapomnij, lub z udziałem operatora (tryb wystrzel i koryguj). Posiada zdolność naprowadzania na cel w trybie namierzania przed startem (LOBL), oraz namierzania po starcie (LOAL), zarówno  dla widocznych celów jak i poza zasięgiem wzroku. Dwa ostatnie tryby naprowadzania dają możliwość operatorowi przekierowania pocisku w locie na inny cel, taki jak np. nieoczekiwane zagrożenie lub wykryty nowy, a także funkcje wyboru punktu celowania i przerwania misji. 

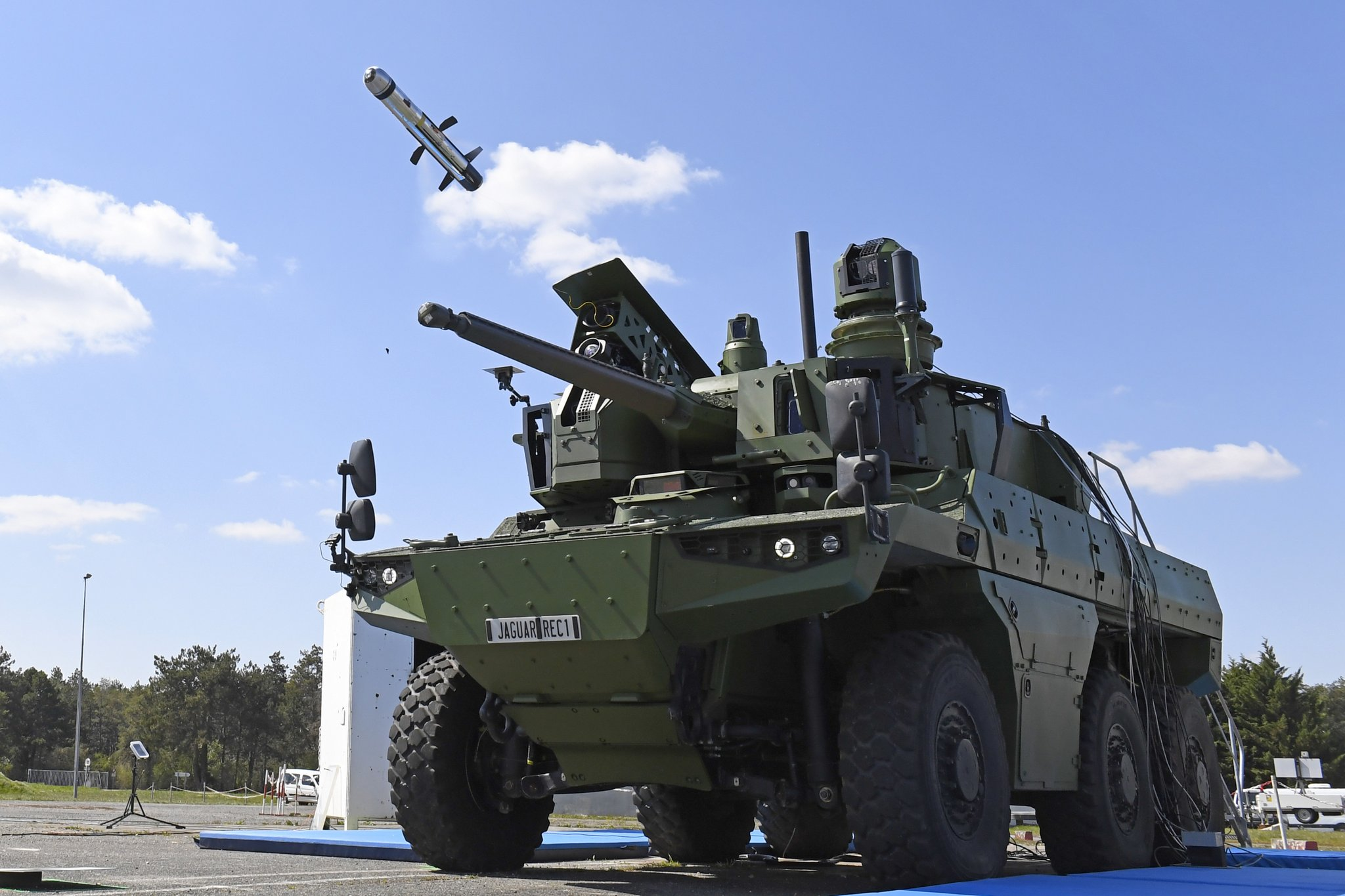
Na wozie EBRC Jaguar

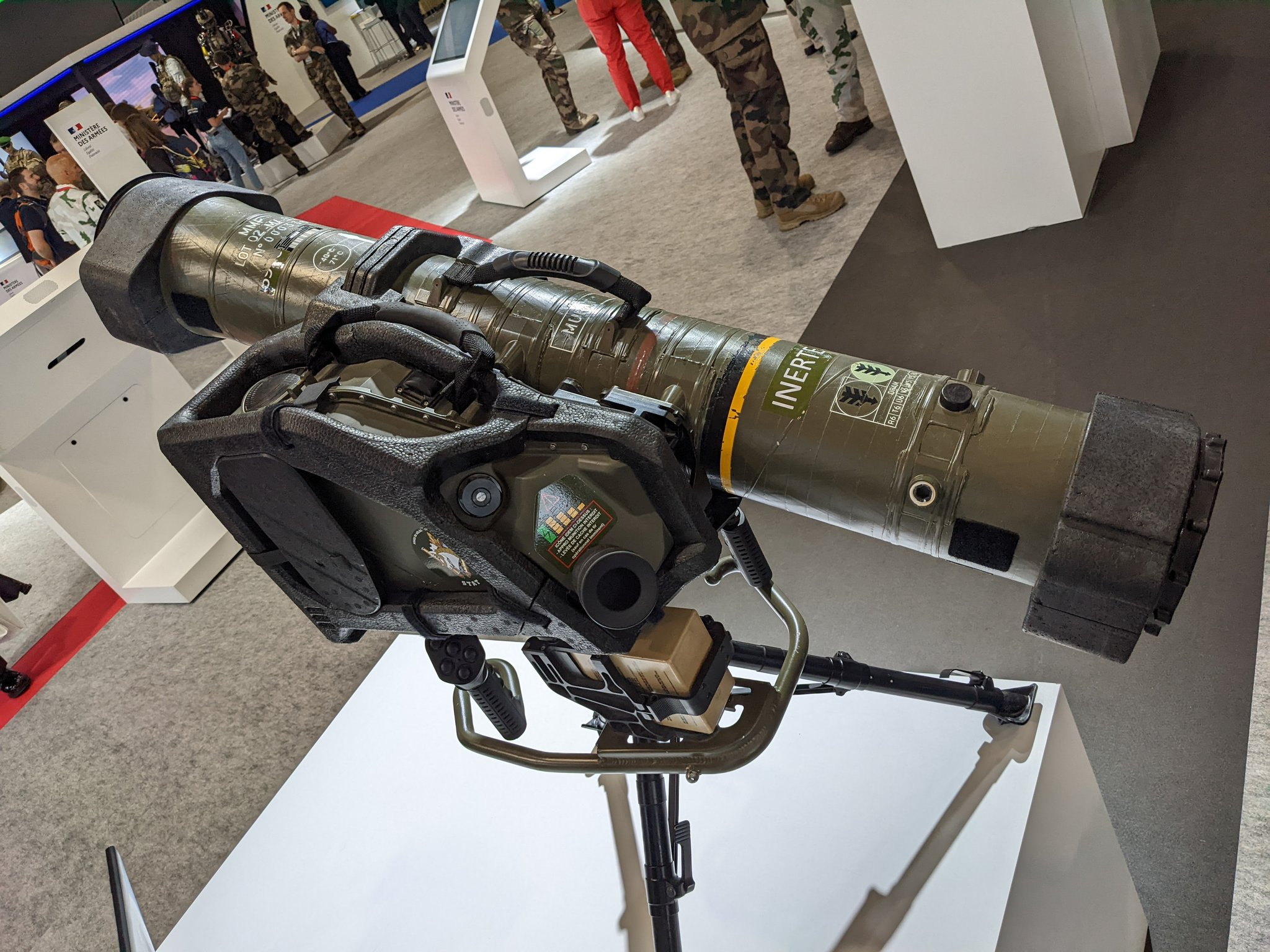
Pocisk z wyrzutną.

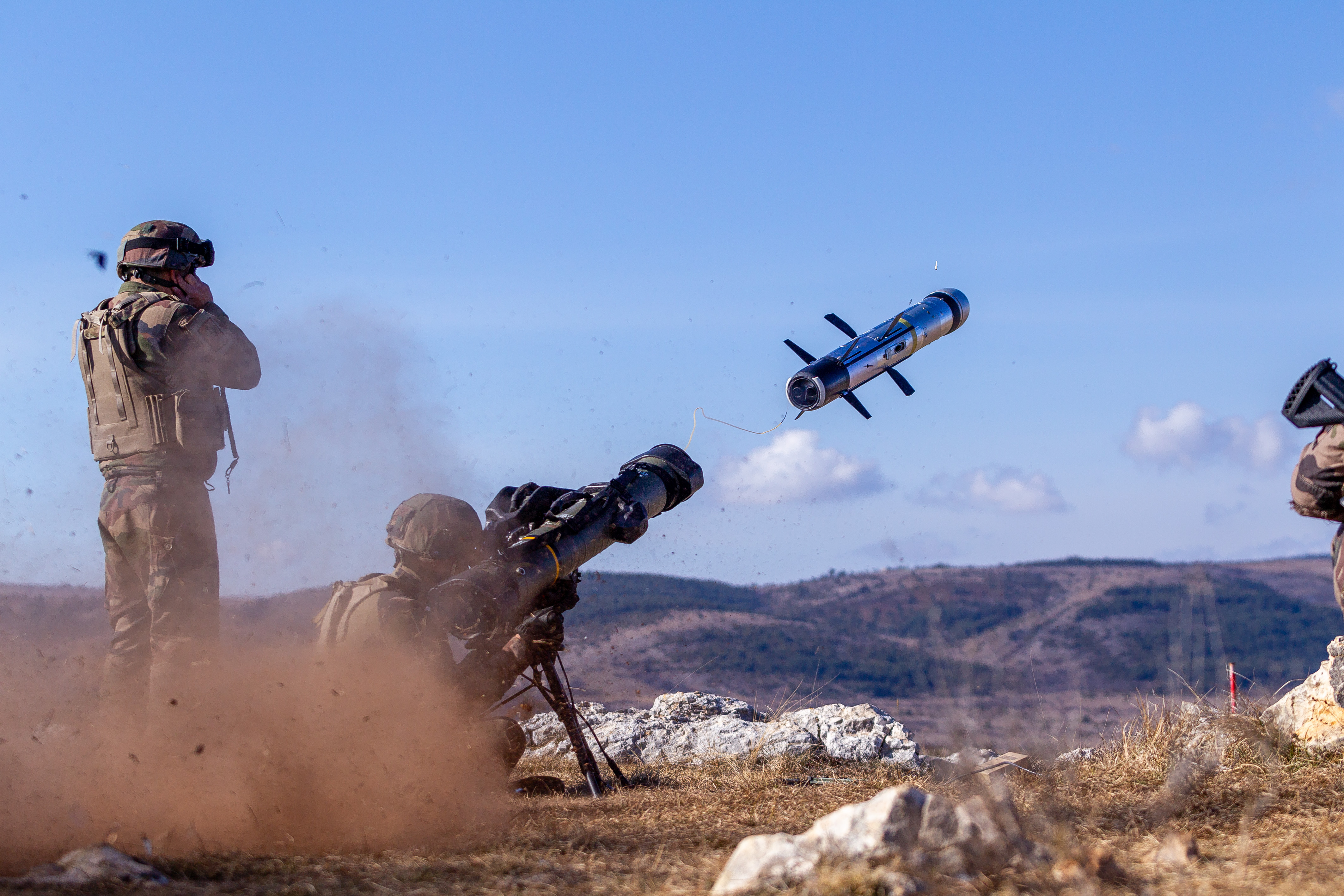
Start pocisku, widoczny światłowód.

Zastosowano głowicę tandemową, która jest skuteczna przeciwko pancerzowi konwencjonalnemu, kompozytowemu i reaktywnemu. Jest wyposażony w kombinowany system naprowadzania, w skład którego wchodzi; termowizyjny system naprowadzania, telewizyjne głowice samonaprowadzające, system nawigacji inercyjnej, a także naprowadzanie za pomocą łącza światłowodowego. Nawigacyjny i inercyjny system naprowadzania  posiada niechłodzony czujnik podczerwieni i kamerę telewizyjną. Komunikacja światłowodowa pozwala na transmisję obrazu do wyrzutni i sterowanie pociskiem. Trajektoria lotu może być zarówno prosta, jak i balistyczna, aby trafić np. czołg od góry w wieżę. Pocisk posiada system podwójnego startu, aby zapewnić bezpieczeństwo strzelania z przestrzeni zamkniętych. Jego prędkość przelotowa wynosi 160 m/s a maksymalny zasięg przekracza 4 km. Pocisk o masie 11 kg, jest zdolny do radzenia sobie z szeroką gamą celów, takich jak; bunkry, fortyfikacje polowe, pojazdy opancerzone lub nieopancerzone, czołgi wyposażone w najnowocześniejszy pancerz reaktywny. Głowica bojowa jest zdolna przepalić ponad 1 metr stali pancernej. Ponadto przy eksplozji generuje odłamki, więc nadaje się np. do eliminowania kryjówek snajperów. Zastosowana dwuzakresowa głowica naprowadzająca, w zakresie widzialnym i podczerwonym, jest w stanie namierzyć gorący lub zimny cel. Obrazy widziane przez pocisk są przesyłane światłowodami do stanowiska strzeleckiego, aby w razie potrzeby skorygować cel. Jest również zdolny do zwalczania celów znajdujących się poza zasięgiem wzroku. Jako pocisk piątej generacji do walki lądowej, jest zaprojektowany tak, aby mógł być używany w sieci np. ze stanowiskiem strzeleckim piechoty wyposażonym w funkcje: pozycjonowania, orientacji i telemetrii. Zdolności te pozwalają mu dzielić się swoją sytuacją taktyczną w ramach jednostki bojowej rozmieszczonej w terenie, a tym samym być w stanie radzić sobie z celami zarówno wizualnymi, jak i celami ukrytymi lub znajdującymi się poza bezpośrednim wzrokiem. Jego charakterystyka, sprawia, że jest pociskiem doskonale nadającym się do montażu na pojazdach bojowych. 
Akeron MP wszedł do służby operacyjnej w armii francuskiej w 2018 roku. Pocisk może być również zintegrowany z pojazdami bojowymi lub okrętami wojennymi. Jest na uzbrojeniu francuskich pojazdów opancerzonych, EBRC Jaguar.
Prowadzone są prace nad pociskiem dalekiego zasięgu Akeron LP (Akeron Longue Portée) o masie 30-40 kg wraz z kontenerem startowym. Przeznaczony będzie do odpalania przez francuskie śmigłowce uderzeniowe Eurocopter Tiger. Jego zasięg ma wynosić od 8 do 20 km.

## Charakterystyka systemu Akeron MP
- Tandemowa, wielozadaniowa głowica; penetracja głowicy to 1000 mm stali pancernej (RHA), pancerzy reaktywnych ERA wszystkich generacji, czyli możliwość zwalczania i neutralizacji czołgów, wozów bojowych, stanowisk artylerii i moździerzy, oraz siły żywej;

- Zasięg we wszystkich konfiguracjach to 4 km+ przeciwko celom statycznym jak i szybko poruszającym się;

- Możliwość strzelania do celów poza zasięgiem wzroku we współpracy z wysuniętym obserwatorem lub pracy w środowisku BMS;

- Optymalna przeżywalność obsługi dzięki: niskim sygnaturom systemu (dźwięk, ciepło, emisja dymu);

- Łącze danych (światłowód) odporny na zakłócanie;

- możliwości strzelania w pomieszczeniach zamkniętych[14];

## Dane podstawowe
- Waga: pocisk 11 kg, (15 kg z tubą)
- 11 kg (wyrzutnia wraz z osprzętem)[3].
- Długość: 1,3 m
- Średnica: 140 mm[6].

## Akeron MP w Siłach Zbrojnych Ukrainy
17 lutego 2023 serwis Opexnews podał, że poseł Jean-Louis Thiériot, wiceprezes Komisji Obrony, z socjalliberalnej partii Renaissance poinformował komisję sił zbrojnych Zgromadzenia Narodowego Francji, że rząd przekazał Ukrainie jako pomoc wojskową m.in. przeciwpancerne pociski kierowane 5 generacji Akeron MP.

Nie sądzę, aby wysłanie 5 Jaguarów rzeczywiście stanowiło przełom. Dzisiaj jest jasne, że sprzęt, który wysyłamy, jest dobry i działa jak należy. Armatohaubice Caesar, pociski Mistral i Akeron MP świetnie spełniają swoje zadania.

Jednak serwis Opexnews następnie ogłosił, że ministerstwo obrony Francji zdementowało pojawiające się w przestrzeni publicznej informacje o dostarczeniu na Ukrainę pocisków Akeron MP, nie wykluczając, że może to nastąpić w przyszłości. Nie odniosło się jednak do informacji posła o wysłaniu na Ukrainę 5 pojazdów EBRC Jaguar, uzbrojonych w pociski Akeron MP.

## Użytkownicy
Ukraina stała się zatem chyba trzecim użytkownikiem systemu, po Francji i Egipcie, a wkrótce mają dołączyć; Szwecja, Belgia i Luksemburg (zainteresowane jego pozyskaniem są też Portugalia i Katar).